# Vittorio Menzinger
Vittorio Menzinger (Napoli, 12 ottobre 1861 – Napoli, 1925) è stato un prefetto e avvocato italiano.

## Biografia
Regio Commissario di La Spezia dal giugno 1902, di Pisa dal luglio 1905 e di Napoli dal novembre 1913, fu Governatore della Tripolitania italiana dal 16 agosto 1919 al 10 luglio 1920. Fu nominato Prefetto di II classe nel 1909.